# العجمي (درعا)
العجمي قرية سورية تتبع ناحية مزيريب في منطقة درعا في محافظة درعا. بلغ عدد سكانها 1,646 نسمة في عام 2004 حسب إحصاء المكتب المركزي للإحصاء.

## تاريخ
سميت القرية بهذا الاسم، ربما في أواخر القرن الثامن عشر، نسبة إلى المقام القريب للشيخ محمد العجمي، وهو شخصية دينية مسلمة محلية. وكان القبر مستطيل الشكل، ومبني جزئيًا من الحجر وكان في حالة سيئة عندما زار عالم الآثار الأمريكي غوتليب شوماخر المنطقة في أوائل ثمانينيات القرن التاسع عشر. كما أطلق اسم "عجمي" على مجرى وادي العجمي، الذي كان يزود القرية بالمياه، ومصدر المجرى، مستنقع بحرة العجمي. ووصف شوماخر القرية بأنها كانت مزدهرة في وقت ما ولكنها كانت مهجورة جزئيًا بحلول ذلك الوقت وتتكون من حوالي ثلاثين كوخًا حجريًا أو طينيًا، لا يزال اثنا عشر منها مأهولة بحوالي ثلاثين من السكان الفقراء. وأشار إلى "بوابة مقوسة جيدًا من البناء الحديث" على الجانب الشرقي من العجمي، والتي كانت مدخلًا لحديقة شيخ القرية.